# Hội An
Hội An è una città del Vietnam centrale situata a 30 km a sud di Đà Nẵng, nella provincia di Quang Nam. Era conosciuta anticamente come Faifoo o Fai-fo. Il centro storico è patrimonio dell'umanità dell'UNESCO dal 1999.

## Storia
La precedente città portuale dei Champa, situata presso l'estuario del Thu Bon, fu un importante centro di commercio vietnamita durante il XVI ed il XVII secolo, quando giapponesi e cinesi provenienti da varie provincie, olandesi ed indiani vi s'insediarono. In questo periodo di commercio con la Cina la città venne chiamata Hai Pho (Città sul mare) in vietnamita. In origine Hai Pho era una città separata dall'insediamento giapponese, collegato attraverso il "ponte giapponese" (XVI e XVII secolo). Il ponte (Chùa cầu) è un'unica struttura coperta costruita dai giapponesi e l'unico ponte coperto al mondo con un tempio buddista al suo interno.
La città era nota a francesi e spagnoli come Faifo, e con un nome simile a portoghesi ed olandesi. Sono state proposte numerose teorie sull'origine del nome. Alcuni studiosi sostengono che derivi dal termine "hải-phố" (海浦) che significa "città del mare", mentre secondo altri è un semplice diminutivo di Hội An-phố (會安浦), "la città di Hoi An", che divenne "Hoi-pho", e poi "Faifo".
È stata anche la prima città a cristianizzarsi e tra i vari missionari, nel XVI secolo, giunse Alexandre de Rhodes, un francese che ideò l'alfabeto quoc ngu, derivato dal latino e utilizzato tuttora nelle lingua scritta vietnamita. Nel 1999 la città vecchia venne dichiarata patrimonio dell'umanità dall'UNESCO, come esemplare ben conservato di porto commerciale sud-orientale tra il XV ed il XIX secolo, ed i cui edifici mostrano una fusione unica di tradizione locale ed influenza straniera.

## Descrizione
Hội An è tuttora una città piccola, ma attrae numerosi turisti che possono trovare prodotti dell'artigianato locale e farsi fare vestiti su misura, venduti a prezzo ridotto rispetto agli standard occidentali. Molti internet café, bar e ristoranti sono stati aperti nelle stradine della cittadina e lungo il fiume. 
Questa città da lungo tempo porto commerciale offre una cucina propria che mescola influenze culturali centenarie dall'est al sud dell'Asia. Piatto caratteristico particolare della città è il Cao lầu, a base di maiale, spaghetti di riso, verdure e spezie. Questa esperienza culinaria è diventata un'attività crescente per i visitatori.
Un'altra attrattiva è il Festival delle lanterne a luna piena, che ha luogo ad ogni ciclo di luna piena. Le celebrazioni rendono onore agli antenati. La gente si scambia fiori, lanterne, candele e frutta come augurio di prosperità e buona fortuna.

## Musei
La città ospita numerosi piccoli musei che mettono in mostra la storia della regione, soprattutto legata alla ceramica:
- Museo della cultura Sa Huynh
Sito al n. 13 di Nguyen Hue Street; era in origine una pagoda eretta nel XVII secolo dagli abitanti di Minh Huong per rendere culto al dio Avalokiteśvara ed è adiacente al tempio Guan Yu. Esso contiene reperti originali dei periodi Sa Huynh, Champa, Dai Viet e Dai Nam, tracciando la storia degli abitanti di Hoi An dai primi insediamenti fino ai tempi dell'occupazione coloniale francese.[9]
- Museo del commercio della ceramica
Sito al n. 80 di Tran Phu Street, fu fondato nel 1995, in un edificio in legno ristrutturato e costruito in origine nel 1858. Gli oggetti esposti, che provengono da Persia, Cina, Thailandia, India e da altri paesi, sono prova dell'importanza di Hội An come porto di maggior traffico nel sudest asiatico.[10]
- Museo della cultura Sa Huỳnh
Si trova al 149 Tran Phu Street. Fondato nel 1994, espone una collezione di oltre 200 manufatti della cultura Sa Huỳnh, considerata quella dei primi insediamenti che hanno dato origine a Hội An, datati oltre 2000 anni fa. Questo museo è considerato la più originale collezione di manufatti Sa Huỳnh in Vietnam.[11]
- Museo della Galleria d'Arte del Patrimonio Prezioso.

## Immagini della città

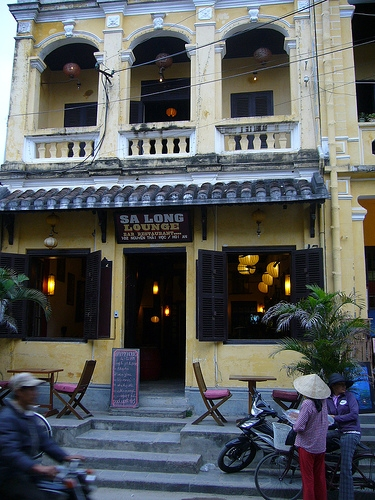
Edificio nel quartiere antico di Hoi An
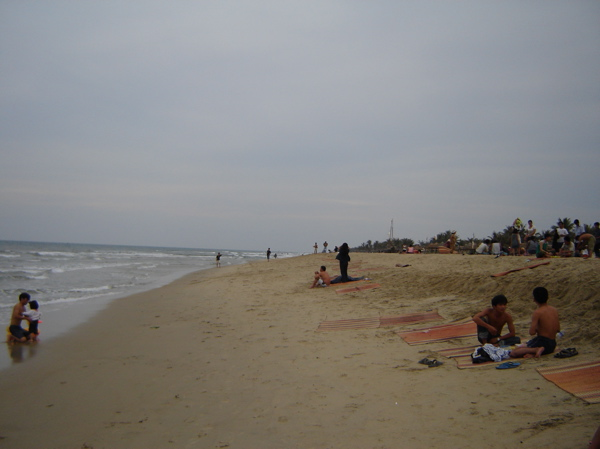
Spiaggia di Hoi An
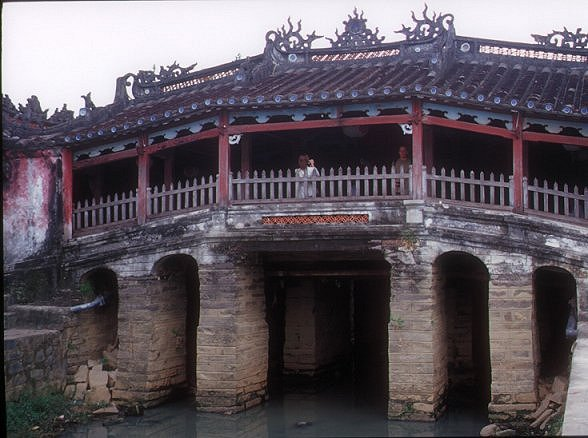
Ponte coperto